# Смолућа Доња
Смолућа Доња је насељено мјесто у Босни и Херцеговини, у граду Лукавац, које административно припада Федерацији Босне и Херцеговине. Према попису становништва из 1991. у насељу је живјело 1.395 становника.

## Географија
Смолућа је подијељена на Доњу и Горњу.

## Историја
У јуну 1992. током напада Армије Републике БиХ српско становништво околних насеља (Подпећ, Тиња, Јасеница, Сребреник, Горњи Лукавац) је протјерано у Смолућу. У Смолући је тада било 7.500 избјеглих Срба који су остали под опсадом три мјесеца до 29. августа 1992. када је их Војска Републике Српске ослободила. У овом периоду је становништво Смолуће било без воде, струје, хране, лијекова, а хрватске и муслиманске снаге су забраниле Међународном комитету Црвеног крста приступ и доставу хране и лијекова као и евакуацију дјеце и болесних.
У периоду опсаде од 18. јуна до 27. августа 1992. страдало је 50 Срба на подручју Смолуће, односно 149 на ширем подручју (Подпећ, Тиња, Јасеница, Сребреник, Горњи Лукавац).
Смолућа је након евакуације становништва 29. августа 1992. потпуно опљачкана и спаљена од стране муслиманских и хрватских јединица.

## Становништво
У Смолућу се од 1992. није вратио нико од Срба.
| Националност       | 1991. | 1981. | 1971. | 1961. |
| Срби               | 1.267 | 809   | 1.046 | 848   |
| Југословени        | 51    | 436   | 8     |       |
| Црногорци          |       | 7     | 1     |       |
| Хрвати             | 6     | 2     | 5     |       |
| Муслимани          | 6     | 1     |       |       |
| остали и непознато | 65    | 11    | 6     | 1     |
| Укупно             | 1.395 | 1.266 | 1.066 | 849   |

| Демографија | Демографија | Демографија |
| Година      | Становника  | Становника  |
| ----------- | ----------- | ----------- |
| 1961.       | 849         |             |
| 1971.       | 1.066       |             |
| 1981.       | 1.266       |             |
| 1991.       | 1.395       |             |